# Éraville
Éraville est une ancienne commune du Sud-Ouest de la France située dans le département de la Charente, en région Nouvelle-Aquitaine. Depuis le 1er janvier 2017, elle est devenue une commune déléguée de la commune nouvelle de Bellevigne.
Ses habitants sont les Éravillois et les Éravilloises.

## Géographie

### Localisation et accès
Éraville est une commune située à 3,5 km au sud-ouest de Châteauneuf-sur-Charente et 21 km au sud-ouest d'Angoulême.
Elle est aussi à 13 km de Barbezieux et 23 km de Cognac, sa sous-préfecture.
À l'écart des grandes routes, elle est principalement desservie par la D 84, route de Châteauneuf à Malaville. La D 699, route d'Angoulême à Jonzac entre Châteauneuf et Archiac limite la commune au nord-ouest. La N 10 entre Angoulême et Bordeaux passe à 5 km au sud-est du bourg.
La gare la plus proche est celle de Châteauneuf, desservie par des TER à destination d'Angoulême, Cognac, Saintes et Royan.

### Hameaux et lieux-dits
La commune comprend quelques hameaux : chez Ferchaud, au nord-ouest du bourg, les Joncades, le Boisroux, l'Ajasson, et des fermes. Le bourg est plus petit que chez Ferchaud, et la mairie est située entre les deux, sur la D.84.

### Communes limitrophes
|                        | Bouteville |                          |
| Bonneuil               | Éraville   | Châteauneuf-sur-Charente |
| Malaville (Bellevigne) |            | Birac                    |

### Géologie et relief
La commune occupe un plateau calcaire datant du Crétacé, qui s'étage entre l'Angoumien (ou Turonien) au nord-est et le Campanien au sud, en passant par le Coniacien et le Santonien qui occupent le centre de la commune.
Le territoire communal occupe un palier entre deux cuestas qui regardent vers le nord-est. La première, en limite nord-est de la commune (les Rocs), sépare le Turonien inférieur du Turonien supérieur (calcaire plus dur), et forme le bord sud de la vallée de la Charente. On retrouve cet escarpement vers l'est en direction de Claix, La Couronne et le plateau d'Angoulême, et vers l'ouest en direction de Saint-Même-les-Carrières. La deuxième cuesta, au sud-ouest de la commune et au pied de laquelle le bourg est situé, plus haute, est dans le Campanien et va vers l'ouest en direction de Bouteville et Segonzac, et vers l'est en direction de Jurignac, Plassac-Rouffiac et Villebois-Lavalette,,.
Le point culminant de la commune est à une altitude de 108 m, situé en limite de commune au sud-ouest de la mairie. Le point le plus bas est à 33 m, situé en limite de commune au nord-est, près de Châteauneuf, le long du Biau aux Rocs. Le bourg, construit en contrebas de la cuesta du Campanien, est à 70 m d'altitude.

### Hydrographie
Aucun cours d'eau ne traverse la commune. Seul le Biau, petit affluent de la Charente de seulement 2 km de long prend sa source à l'est du bourg et fait la limite orientale de la commune.

### Climat
Comme dans les trois quarts sud et ouest du département, le climat est océanique aquitain.

## Toponymie
Les formes anciennes sont Ayrasvilla en 1291; Eurasvilla; Eyrasvilla au XIVe siècle; Eraville en 1793; Erraville en 1801
Il s'agit d'une formation toponymique médiévale en -ville au sens ancien de « domaine rural ». Le premier élément Éra- correspond un anthroponyme comme dans la plupart des cas. Il s'agit sans doute du nom de personne germanique Airard (cf. Airard de Nantes), d'où le sens global de « domaine d'Airard »,.
Les noms en -ville en Charente, fréquents entre Barbezieux et Châteauneuf, seraient issus des implantations franques après le VIe siècle en Aquitaine, comme au sud-est de Toulouse.

## Histoire
Le chemin Boisné, ancienne voie romaine de Saintes à Périgueux, traverse la commune. Une borne milliaire aurait été trouvée au siècle dernier là où elle traverse le Biau, mais il n'y en a aucune trace archéologique,.
Au Moyen Âge, l'Ajasson fut le siège d'une préceptorerie créée vers 1240 dans les domaines donnés à l'abbaye de La Couronne par Guillaume Testaud et sa famille.
Entre 1872 et 1938, la ligne de Châteauneuf à Saint-Mariens par Barbezieux traversait la commune, qui y possédait une halte au Boisroux. La voie ne fut déposée qu'en 1967; elle a été transformée en piste cyclable jusqu'à Clérac en 2004 depuis Barbezieux et le tronçon jusqu'à Châteauneuf par Éraville était à l'étude en 2008.

## Administration

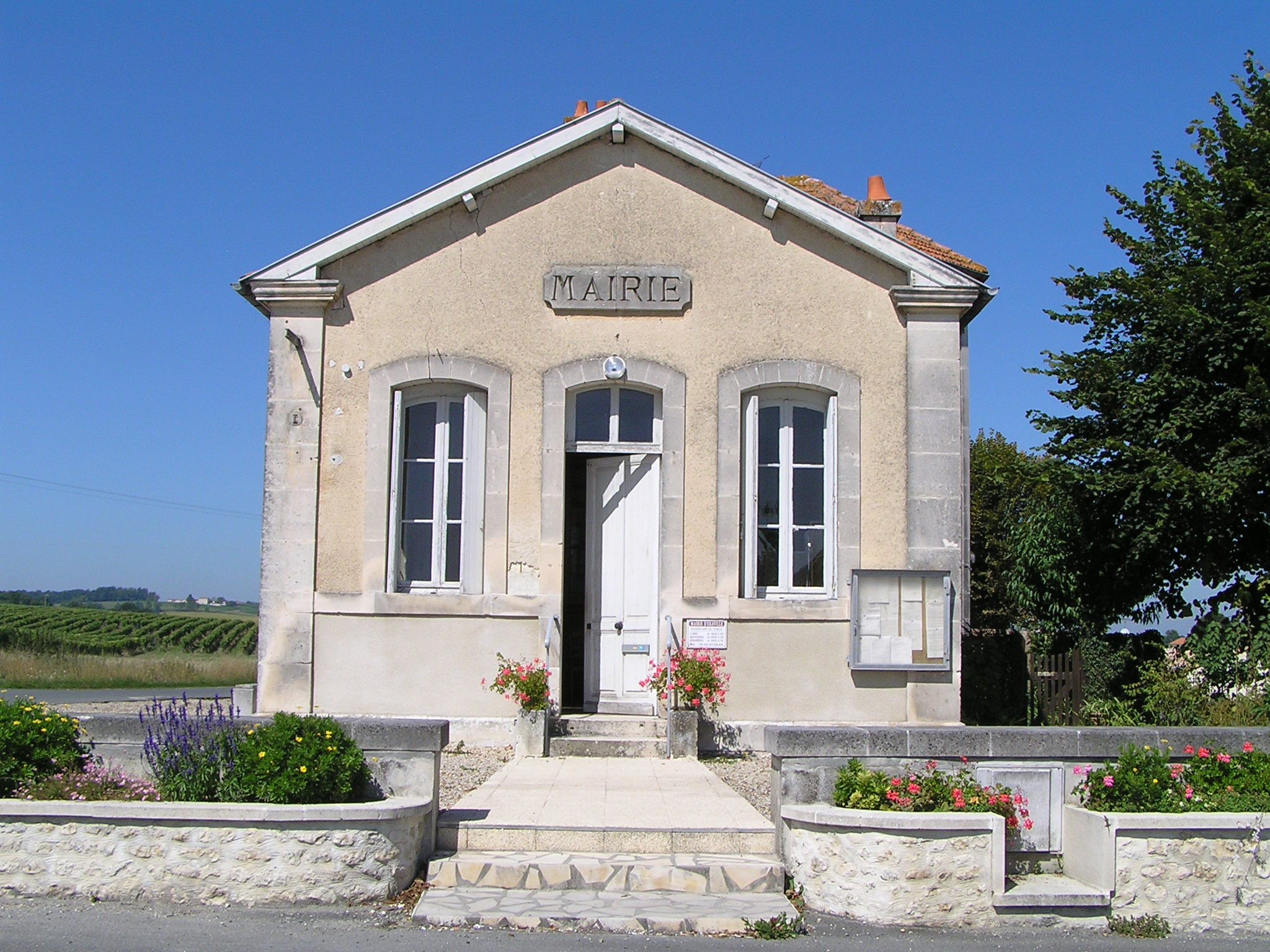
La mairie

| Période                                  | Période  | Identité          | Étiquette | Qualité   |
| ---------------------------------------- | -------- | ----------------- | --------- | --------- |
| 1983                                     | 2008     | René Charbonnier  |           |           |
| 2008                                     | En cours | Chantal Hillairet | SE        | Retraitée |
| Les données manquantes sont à compléter. |          |                   |           |           |

## Démographie

### Évolution démographique
L'évolution du nombre d'habitants est connue à travers les recensements de la population effectués dans la commune depuis 1793. À partir du 1er janvier 2009, les populations légales des communes sont publiées annuellement dans le cadre d'un recensement qui repose désormais sur une collecte d'information annuelle, concernant successivement tous les territoires communaux au cours d'une période de cinq ans. 
Pour les communes de moins de 10 000 habitants, une enquête de recensement portant sur toute la population est réalisée tous les cinq ans, les populations légales des années intermédiaires étant quant à elles estimées par interpolation ou extrapolation. Pour la commune, le premier recensement exhaustif entrant dans le cadre du nouveau dispositif a été réalisé en 2005,.
En 2014, la commune comptait 210 habitants, en évolution de +6,06 % par rapport à 2009 (Charente : +0,65 %, France hors Mayotte : +2,49 %).
| 1793 | 1800 | 1806 | 1821 | 1831 | 1841 | 1846 | 1851 | 1856 |
| ---- | ---- | ---- | ---- | ---- | ---- | ---- | ---- | ---- |
| 262  | 298  | 262  | 308  | 283  | 262  | 302  | 300  | 303  |

| 1861 | 1866 | 1872 | 1876 | 1881 | 1886 | 1891 | 1896 | 1901 |
| ---- | ---- | ---- | ---- | ---- | ---- | ---- | ---- | ---- |
| 330  | 332  | 362  | 309  | 254  | 234  | 189  | 195  | 204  |

| 1906 | 1911 | 1921 | 1926 | 1931 | 1936 | 1946 | 1954 | 1962 |
| ---- | ---- | ---- | ---- | ---- | ---- | ---- | ---- | ---- |
| 196  | 189  | 197  | 230  | 225  | 217  | 224  | 238  | 213  |

| 1968 | 1975 | 1982 | 1990 | 1999 | 2005 | 2010 | 2014 | - |
| ---- | ---- | ---- | ---- | ---- | ---- | ---- | ---- | - |
| 202  | 183  | 186  | 192  | 177  | 169  | 209  | 210  | - |

### Pyramide des âges
| Hommes | Classe d’âge | Femmes |
| ------ | ------------ | ------ |
| 0,0    | 90 ans ou +  | 0,0    |
| 9,5    | 75 à 89 ans  | 14,1   |
| 11,9   | 60 à 74 ans  | 15,3   |
| 35,7   | 45 à 59 ans  | 31,8   |
| 16,7   | 30 à 44 ans  | 18,8   |
| 15,5   | 15 à 29 ans  | 4,7    |
| 10,7   | 0 à 14 ans   | 15,3   |

| Hommes | Classe d’âge | Femmes |
| ------ | ------------ | ------ |
| 0,5    | 90 ans ou +  | 1,6    |
| 8,2    | 75 à 89 ans  | 11,8   |
| 15,2   | 60 à 74 ans  | 15,8   |
| 22,3   | 45 à 59 ans  | 21,5   |
| 20,0   | 30 à 44 ans  | 19,2   |
| 16,7   | 15 à 29 ans  | 14,7   |
| 17,1   | 0 à 14 ans   | 15,4   |

### Remarques
Éraville a perdu 45 % de sa population de 1872 à 1921 et depuis s'est stabilisée aux alentours de 200 habitants.

## Économie
La viticulture est une activité importante d'Éraville, qui est située dans la zone d'appellation d'origine contrôlée cognac, en Grande Champagne, premier cru classé du cognac.
Certains producteurs vendent cognac, pineau des Charentes et vin de pays à la propriété.

## Lieux et monuments

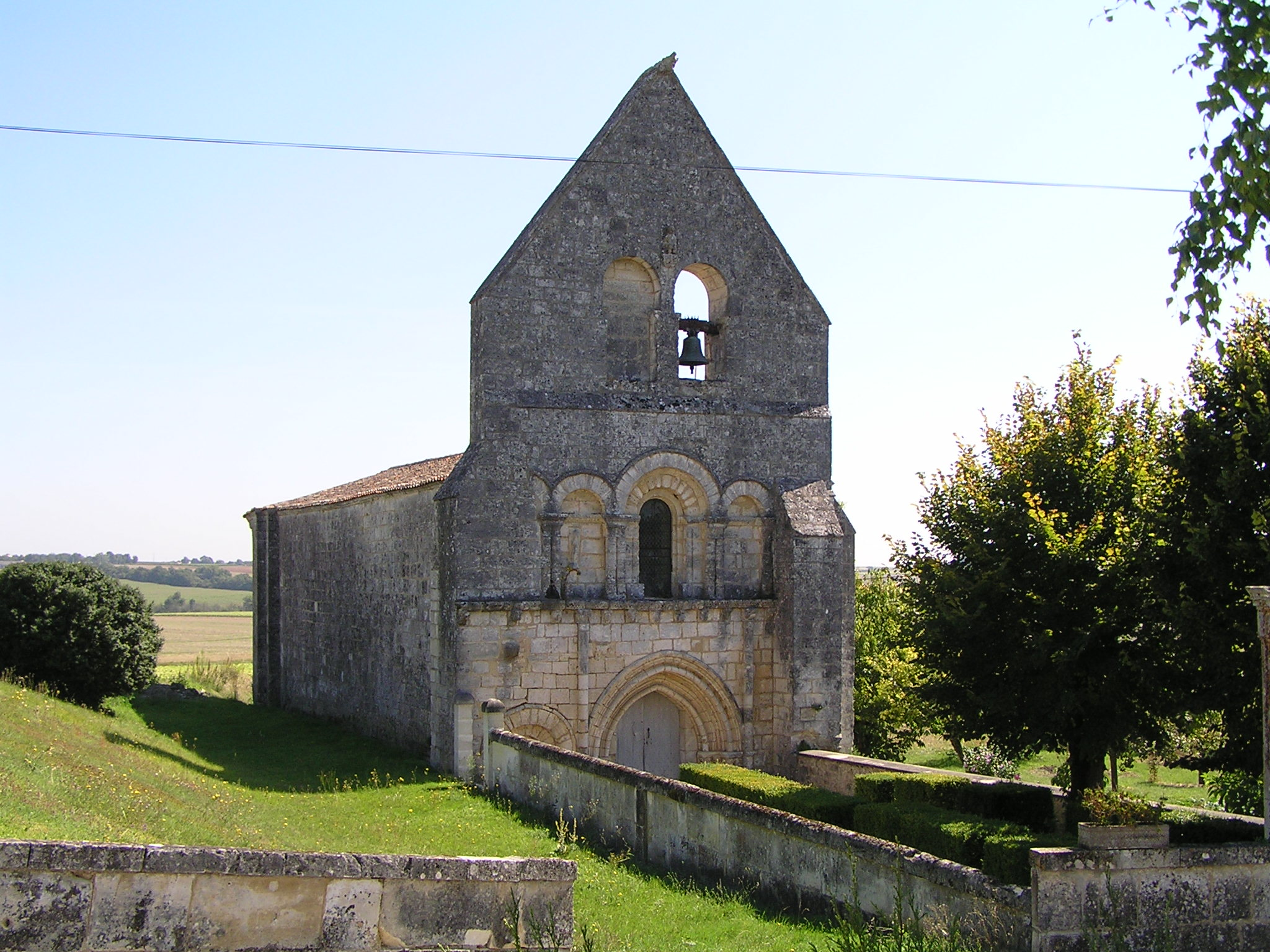
Vue d'ensemble de l'église

- L'église paroissiale Saint-Pierre, à un vaisseau, date du XIIe siècle. La nef aurait été construite au début et la façade à la fin du XIIe siècle. Elle a été restaurée au XVIIe siècle puis entre 1857 et 1866[22].

Les chapiteaux du XIIe siècle sont les uns ornementés de feuillages, entrelacs, perles, pointes de diamant, dents de scie, les autres de rinceaux de feuillages et de quadrupèdes affrontés. Son clocher-mur possède une cloche datant de 1857.
L'église est inscrite monument historique depuis 1965.
- De nombreuses fermes datent des XVIIe et XVIIIe siècles[25].